# فيكتوريا روبرتس
فيكتوريا روبرتس (بالإنجليزية: Victoria Roberts)‏ هي رسامة كارتون أمريكية، ولدت في 1957.